# Dysmachus uschinskii
Dysmachus uschinskii är en tvåvingeart som beskrevs av Pavel Lehr 1966. Dysmachus uschinskii ingår i släktet Dysmachus och familjen rovflugor. Inga underarter finns listade i Catalogue of Life.